# Pico Grande
O Pico Grande é uma elevação portuguesa localizada no concelho de Ponta Delgada, ilha de São Miguel, arquipélago dos Açores.
Este acidente geológico tem o seu ponto mais elevado a 375 metros de altitude acima do nível do mar e encontra-se nas imediações do Pico dos Achos, do Pico da Batalha, da localidade dos Aflitos e do Campo de Golfe da Batalha. Encontra-se ainda nas imediações desta formação a Reserva de Recreio do Pinhal da Paz.